# Туран (футбольний клуб, Туркестан)
Футбольний клуб «Туран» або просто «Туран» (каз. Тұран футбол клубы) — казахський футбольний клуб із міста Туркестана, заснований 2003 року. Виступає у Прем'єр-лізі Казахстану.

## Історичні назви
| Роки      | Назви             |
| --------- | ----------------- |
| 2002—2003 | «Костуїн» Арис    |
| 2004—2020 | ФК «Арис»         |
| з 2021    | «Туран» Туркестан |

## Історія
12 січня 2021 року «Туран» отримав підвищення до Прем'єр-ліги Казахстану після того, як ліга збільшила кількість своїх учасників з 12 до 14 клубів.